# 100e méridien ouest

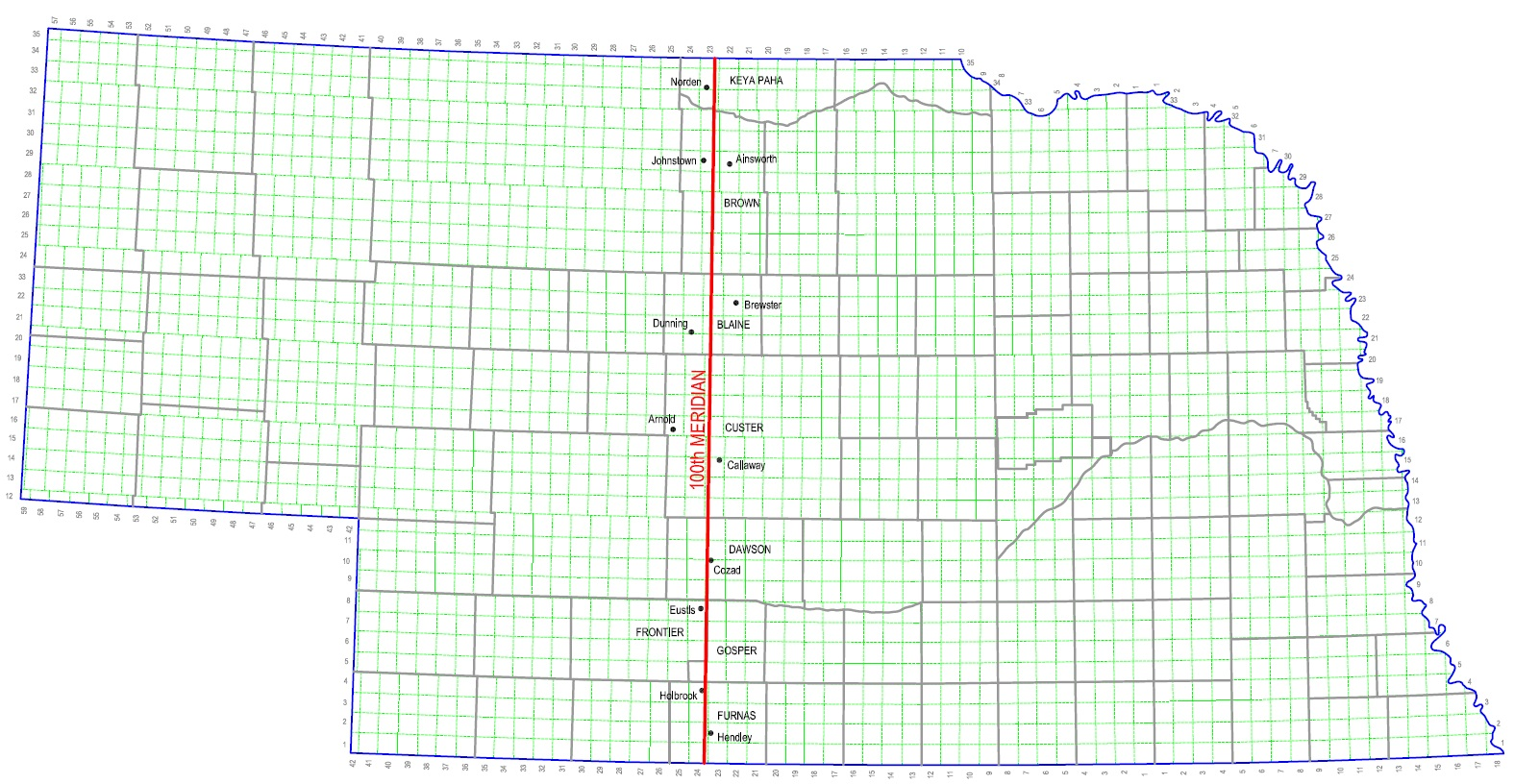
Carte du Nebraska (USA) traversé par le 100^{e} méridien ouest.

En géographie, le 100e méridien ouest est le méridien joignant les points de la surface de la Terre dont la longitude est égale à 100° ouest.

## Géographie

### Dimensions
Comme tous les autres méridiens, la longueur du 100e méridien correspond à une demi-circonférence terrestre, soit 20 003,932 km. Au niveau de l'équateur, il est distant du méridien de Greenwich de 11 132 km,.
Avec le 80e méridien est, il forme un grand cercle passant par les pôles géographiques terrestres.

### Régions traversées
En commençant par le pôle Nord et descendant vers le sud au pôle Sud, Le 100e méridien ouest passe par:
| Coordonnées           | Pays, territoire ou mer  | Notes |
| --------------------- | ------------------------ | --- |
| 90° 00′ N, 100° 00′ O | Océan Arctique           | |
| 80° 06′ N, 100° 00′ O | Canada                   | Nunavut — Île Meighen |
| 79° 52′ N, 100° 00′ O | Canal de Peary (en)      | |
| 78° 44′ N, 100° 00′ O | Canada                   | Nunavut — Île Ellef Ringnes |
| 77° 48′ N, 100° 00′ O | Etendue d'eau sans nom   | |
| 76° 45′ N, 100° 00′ O | Canada                   | Nunavut — Îles Berkeley (en) et Île Bathurst |
| 74° 59′ N, 100° 00′ O | Canal de Parry           | |
| 73° 57′ N, 100° 00′ O | Canada                   | Nunavut — Île du Prince-de-Galles |
| 71° 52′ N, 100° 00′ O | Canal de M'Clintock (en) | |
| 70° 35′ N, 100° 00′ O | Détroit de Larsen (en)   | Passe juste à l'est de l'île Umingmalik (en), Nunavut, Canada (à 70° 35′ N, 100° 09′ O) |
| 69° 58′ N, 100° 00′ O | Détroit de Victoria      | |
| 69° 03′ N, 100° 00′ O | Canada                   | Nunavut — Îles de la Royal Geographical Society |
| 68° 57′ N, 100° 00′ O | Golfe de la Reine-Maud   | Passe juste à l'est de Putulik (en), Nunavut, Canada (à 68° 18′ N, 100° 02′ O) |
| 67° 50′ N, 100° 00′ O | Canada                   | Nunavut Manitoba — à partir de 60° 00′ N, 100° 00′ O, passe juste à l'ouest de Brandon |
| 49° 00′ N, 100° 00′ O | États-Unis               | Dakota du Nord Dakota du Sud — à partir de 45° 56′ N, 100° 00′ O Nebraska — à partir de 43° 00′ N, 100° 00′ O Kansas — à partir de 40° 00′ N, 100° 00′ O Oklahoma — à partir de 37° 00′ N, 100° 00′ O frontière entre le Texas et l'Oklahoma — à partir de 36° 30′ N, 100° 00′ O Texas — à partir de 34° 34′ N, 100° 00′ O |
| 28° 00′ N, 100° 00′ O | Mexique                  | Coahuila Nuevo León — à partir de 27° 37′ N, 100° 00′ O Tamaulipas — à partir de 23° 24′ N, 100° 00′ O San Luis Potosí — à partir de 23° 10′ N, 100° 00′ O Tamaulipas — à partir de 22° 54′ N, 100° 00′ O San Luis Potosí — à partir de 22° 50′ N, 100° 00′ O Guanajuato — à partir de 21° 30′ N, 100° 00′ O Querétaro — à partir de 21° 12′ N, 100° 00′ O Etat de Mexico — à partir de 20° 06′ N, 100° 00′ O Guerrero — à partir de 18° 35′ N, 100° 00′ O, passe juste à l'ouest de Acapulco |
| 16° 54′ N, 100° 00′ O | Océan Pacifique          | |
| 60° 00′ S, 100° 00′ O | Océan Austral            | |
| 71° 55′ S, 100° 00′ O | Antarctique              | Liste des territoires non revendiqués |

### Précisions
Le méridien sert de frontière entre ces deux derniers États (entre l'Ouest de l'Oklahoma et le Texas Panhandle), un héritage de l'ancienne frontière entre les États-Unis et la vice-royauté de Nouvelle-Espagne (fixée au traité d'Adams-Onís de 1819), cette portion droite alors reliant la rivière Arkansas et la Rivière Rouge.

Pour les États-Unis, le 100e méridien (The Hundredth Meridian) ouest est aussi souvent présenté comme une frontière climatique approximative, entre d'une part à l'ouest la zone semi-aride (car trop loin du golfe du Mexique), d'autre part au nord-est le climat continental humide et au sud-est le climat subtropical humide. Les aléas climatiques plus courants (notamment les sécheresses et des tornades, auxquelles se rajoutent le blizzard plus au nord) à l'ouest de ce méridien l'on fait surnommer dans le milieu scolaire la « ligne des catastrophes »,.